# 蒙塞拉特·岡薩雷斯
蒙塞拉特·岡薩雷斯·貝尼特斯（英語：Montserrat González Benítez，西班牙語發音：[monseˈrat ɣonˈsalez βeˈnites]，1994年7月1日—）是巴拉多职业网球女运动员，2010年轉職業。她的WTA生涯最高單打排名為第151（2016年9月19日）。

## 外部連結
- 蒙塞拉特·岡薩雷斯的国际女子网球协会官方資料（英文）
- 蒙塞拉特·岡薩雷斯的國際網球總會 職業／青少年 官方資料（英文）
- Fed Cup - Player profile - Montserrat González (PAR)